# Zalissa catocalina
Zalissa catocalina là một loài bướm đêm trong họ Noctuidae.

## Hình ảnh

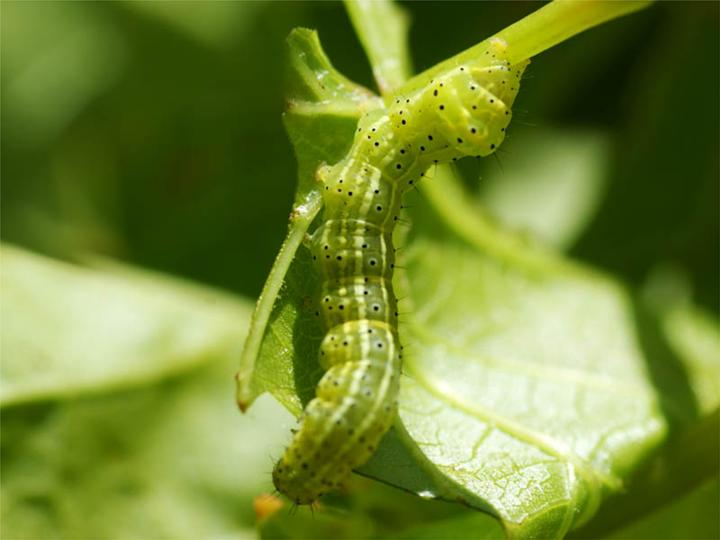
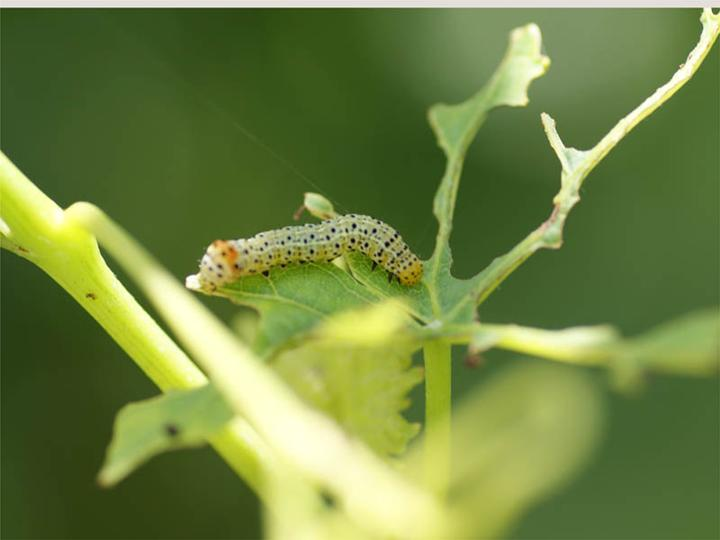